# Marchyntsi
Marchyntsi (en ukrainien : Маршинці ; en roumain : Marşinţi) est une commune rurale de l'oblast de Tchernivtsi, en Ukraine. Sa population s'élevait à 4 620 habitants en 2023.

## Géographie
Marchyntsi est située sur la rive gauche du Prout, à 29 km au sud-est de Tchernivtsi. 
Marchyntsi est un des villages roumanophones du raïon de Novosselytsia.

## Personnalité
La chanteuse pop Sofia Rotaru y est née en 1947 tout comme la chanteuse Lilia Sandulesu en 1958.